# Hattenheimer Pfaffenberg

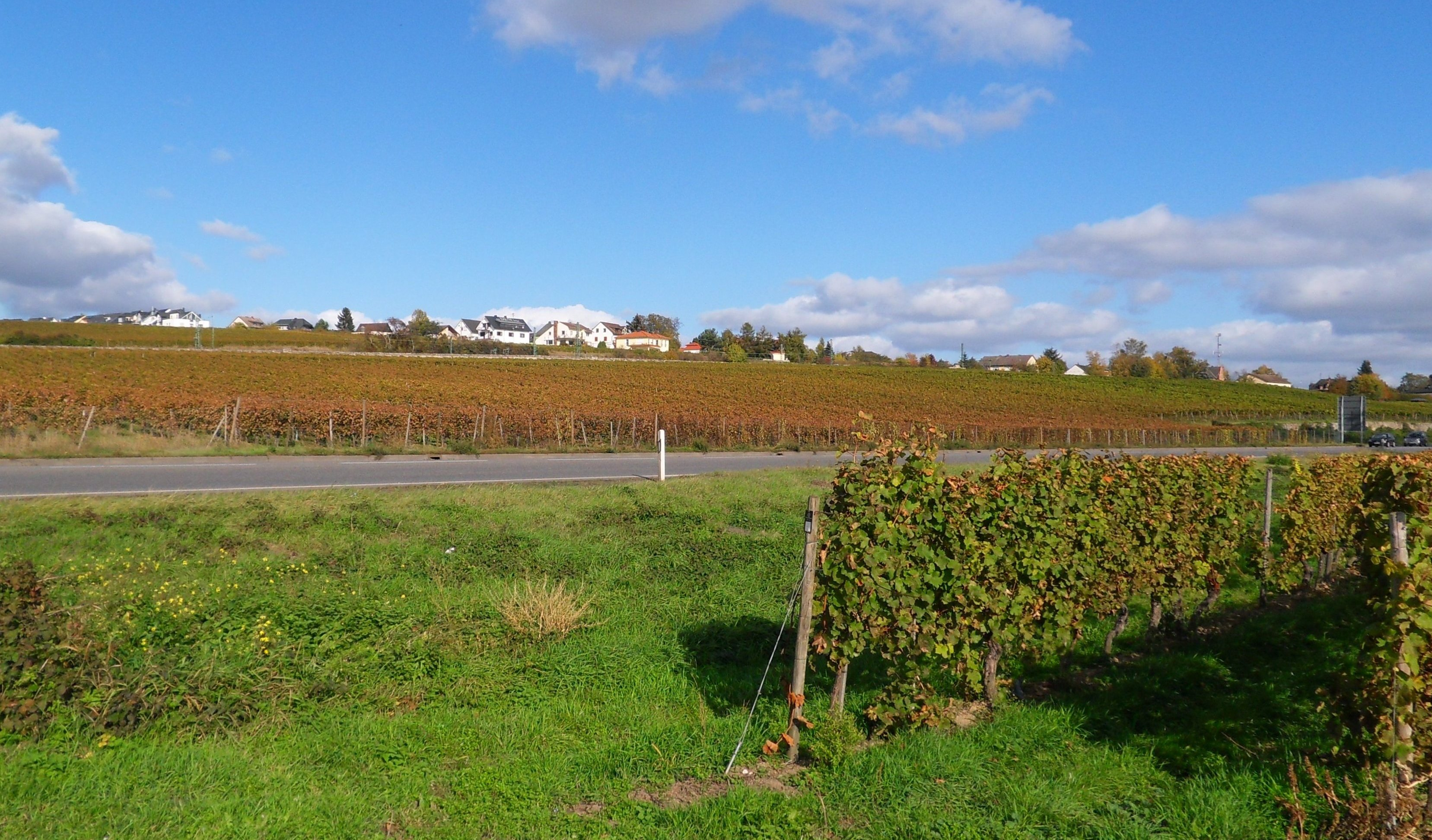
Hattenheimer Pfaffenberg im Herbst 2009. Nach ungewöhnlich frühen nächtlichen Bodenfrösten hat sich das Weinlaub überall dort, wo sich Kaltluft sammeln konnte, braun verfärbt. Im höher und näher am Ort gelegenen Teil der Weinberge am rechten Bildrand war das grünende Laub besser vor dem Frost geschützt und hat keinen Schaden genommen

Der Hattenheimer Pfaffenberg ist ein 6 Hektar großer Clos, d. h. ein von einer Mauer umschlossener Weinberg, direkt am Domänenweingut Schloss Schönborn im Stadtteil Hattenheim in Eltville im Rheingau gelegen.

## Weinlage
Nach Norden hin ist der Pfaffenberg durch eine lange Bruchsteinmauer entlang der Landstraße von Hattenheim nach Oestrich begrenzt und abgeschirmt, im Osten ist er durch die Ortschaft Hattenheim geschützt und im Westen durch die Gebäude und den alten Baumbestand von Schloss Reichartshausen, dem Sitz der EBS Universität für Wirtschaft und Recht. Diese geschützte Lage ergibt zusammen mit der nach Süden dem nahen Rhein zugewandten Hangneigung, der hier die größte Breite und stärkste Sonnenreflexion hat, ein besonderes Kleinklima im Pfaffenberg. Der Boden ist tiefgründig mit humosem Lehm-Lössboden. Durch diese „besondere“ Lage finden im Pfaffenberg Blüte und Reife immer etwa acht Tage früher als in der übrigen Gemarkung statt.
Aus dieser Weinlage gehen große und größte Weine hervor, unter vielen anderen auch Beerenauslesen, Trockenbeerenauslesen und Eisweine. Allgemein zeichnet sich der Riesling des Pfaffenbergs durch eine duftige Frucht (Anklänge an Pfirsiche), erdige Würze und ein kräftiges Säurespiel aus.

## Eigentumsverhältnisse

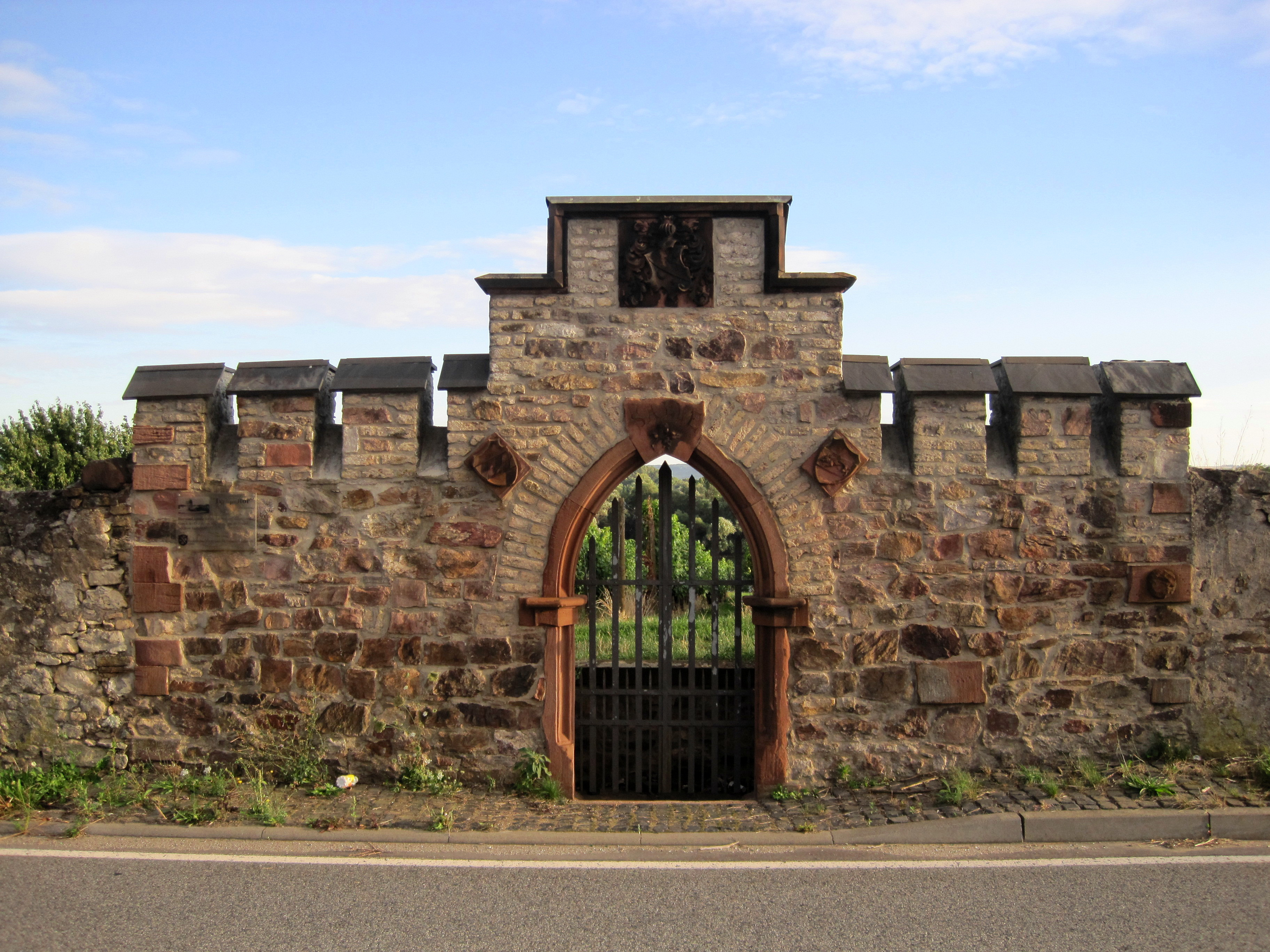
Historisches Haupttor zum Pfaffenberg

Seit dem 12. Jahrhundert befand sich der Weinberg mit dem dazugehörigen Klosterhof Reichartshausen im Eigentum des Klosters Eberbach. Unter Abt Adolph Werner von Salmünster wurden ab 1750 die Parzellen des Pfaffenbergs entlang der Hauptstraße und der Rheinstraße ähnlich dem Steinberg bei Kloster Eberbach durch eine Ummauerung mit Torbauten geschützt. 1816 erwarb Graf Franz Erwein von Schönborn-Wiesentheid „das Hofgut Reichartshausen mit zugehörigem Gelände“. Seitdem befand sich der Weinberg im Eigentum der Grafen von Schönborn. Die in großen Teilen erhalten gebliebene Ummauerung ist denkmalgeschützt. An der Nordseite zur Hauptstraße hin liegt das repräsentativ gestaltete Haupttor mit spitzbogigem und zinnengekröntem Durchgang und einem eisernen Gittertor. Dahinter wurde eine hierher verbrachte Grabplatte aus Kloster Eberbach im Boden eingelassen. Einige kleinere in die Nordmauer eingelassene Pforten sind teilweise vermauert.